# Mercurio (1802)
La Mercurio fue una corbeta de la Armada Española que sirvió en aguas del Río de la Plata a fines del siglo XVIII y comienzos del XIX, luchando contra la emancipación americana.

## Historia
Construida en Cartagena (España) y botada el 23 de diciembre de 1802 al mando del teniente de fragata Francisco Pérez de Grandallana, se trataba de una corbeta de 300 toneladas de desplazamiento, con 31.2 metros de eslora, 27.4 de quilla, 8.3 de manga, 4.2 de puntal, y un calado a popa de 4 m y a proa de 3.5 y una tripulación de 98 hombres, más 10 soldados de la Artillería de Marina y 34 de Infantería. Montaba 18 cañones de a 8 libras y 6 obuses de a 18.

Afectada a la carrera entre Montevideo y la península, consta su primer partida de la ciudad del Río de la Plata el 31 de agosto de 1803. Efectuó varios viajes al mando sucesivo de Francisco Salazar y del teniente de navío Alejo Gutiérrez de Rubalcaba hasta que en octubre de 1804 al mando de Francisco Pérez de Grandallana fue afectada junto a la corbeta Indagadora al apostadero del Callao pero el bloqueo británico del Ferrol a raíz del estallido de la guerra impidió su partida. En agosto de 1805 se incorporó a la escuadra de Gravina y el 10 de ese mes dejó puerto con la escuadra. El 20 de agosto arribó a Cádiz, donde pasó a desarme y su tripulación fue reasignada al navío San Justo.
El 8 de noviembre de 1808 regresó al servicio y bajo el mando del teniente de navío José Primo de Rivera transportó pertrechos al litoral Mediterráneo. El 9 de julio de 1809 partió rumbo a Río de Janeiro llevando a bordo al embajador marqués de Casa Irujo, pasando luego a Montevideo, arribando el 24 de septiembre de 1809.
Tras regresar a Cádiz, sufrió graves daños durante el temporal que afectó la bahía entre los días 6 al 8 de marzo.
El 24 de mayo de 1810 zarpó rumbo a Montevideo, arribando el 5 de agosto de ese año. Tomó parte del primer bloqueo de Buenos Aires (septiembre de 1810) como buque insignia de la escuadra compuesta también por los bergantines Belén y Cisne, las sumacas Nuestra Señora del Carmen y Aránzazu, el lugre San Carlos y los faluchos Fama, San Luis y San Martín.
Durante el bloqueo, Primo de Rivera tuvo un serio incidente con el teniente Robert Ramsay, comandante de la pequeña balandra británica Mistletoe (10 carronadas de a 18), quien a diferencia de su predecesor al frente de la estación naval de su país en el Río de la Plata, el comodoro Robert Elliot, simpatizaba con los revolucionarios y se oponía a reconocer al gobierno de Montevideo el derecho de bloqueo. El 11 de octubre dos bergantines británicos fueron detenidos por la flota bloqueadora. Ramsay intimó a devolverlos en el plazo de una hora, a lo que Primo de Rivera respondió que con sólo uno de sus cañones le bastaba para hacer volar al capitán y a su pequeño buque. Ramsay respondió que era muy consciente de que la Mistletoe sería con certeza hundida pero que en una hora atacaría al Mercurio. Primo de Rivera liberó entonces los buques y Ramsay arribó en triunfo a Buenos Aires.
Tras la humillación, Jacinto de Romarate se hizo cargo del mando de la escuadra, pero solo para levantarlo ante la imposibilidad de hacerlo cumplir a los mercantes británicos. El 21 de octubre de 1811 Primo de Rivera dejó también el mando de la corbeta por enfermedad hasta el 2 de enero de 1812, cuando lo reasumió en momentos en que era afectada nuevamente al bloqueo de la capital rebelde.
El 5 de marzo de 1813 salió rumbo a Lima, regresando el 28 de febrero de 1814 con 300000 pesos, 1000 arrobas de pólvora, 4 culebrinas y otros pertrechos para el sostén del bastión realista.
Iniciada la Campaña Naval de 1814, la escuadra de las Provincias Unidas del Río de la Plata derrotó a la división de Romarate en el combate de Martín García y la forzó a replegarse en el río Uruguay. Bloqueada, sin más recursos que los que podía obtener de las fuerzas artiguistas enfrentadas al Directorio, Primo de Rivera recibió órdenes de zarpar con una división para socorrerla.
Pero "no era Primo de Rivera oficial apropiado para batirse con Brown, y mejor se desempeñaba como correo de gabinete, según ya lo había hecho, que como jefe de escuadra" El comandante realista puso proa al noroeste pero al tener noticias de la presencia de la escuadra de Brown, no se atrevió a seguir pese a que ese momento la posición de Romarate era de menos de 30 millas de Martín García. Aduciendo que el calado le impediría entrar en el río y que tenía vagas noticias del alistamiento en Buenos Aires de dos nuevas fragatas (lo que era falso), Primo de Rivera envió a Romarate sólo un lanchón y regresó a Montevideo, adonde arribó el 25 de marzo, 8 días después de su partida, desembarcando sigilosamente en el sitio denominado Baño de los Padres para evitar la ira de la población.
A comienzos de abril se abrieron a bordo de la Mercurio las negociaciones entre los diputados de Buenos Aires y los de Montevideo, las cuales resultarían infructuosas.
El 14 de mayo de 1814, al mando de Pedro Hurtado de Corcuera y tripulado por 180 hombres, integró la escuadra realista que al mando del capitán de navío Miguel de la Sierra zarpó contra la escuadra revolucionaria al mando de Guillermo Brown, quien simuló huir para alejar a sus adversarios de la bahía y de la protección del fuerte
La Mercurio marchó en vanguardia de su línea por lo que cuando Brown dio la orden de virar debió enfrentar a la fragata Hércules, insignia de los patriotas. El primer duelo de artillería del combate de Montevideo duró media hora hasta que la calma impidió continuar las operaciones. Al anochecer del 15 la escuadra realista emprendió la retirada rumbo a Montevideo. El amanecer del 16 la Mercurio fue la primera en llegar a salvo al puerto, perseguida por la Hércules que entró en la bahía con pabellón español para burlar a las baterías, izó el propio afirmándolo con 21 cañonazos delante de la población que hasta entonces suponía una victoria, disparó una andanada sobre la Mercurio, y abandonó la bahía. Además de la Mercurio, sólo se salvarían el falucho Fama, el lugre San Carlos, y el queche Hiena que comandado por Miguel de la Sierra se había mantenido lejos de la lucha.
Derrotada completamente la armada pronto se iniciaron conversaciones que concluyeron el 20 de junio. La capitulación, aceptada por el comandante del ejército sitiador Carlos María de Alvear, disponía entre otros puntos que la Mercurio quedaría libre y partiría con el gobernador Gaspar de Vigodet escoltando el convoy que transportaría a la península al ejército vencido. Las condiciones fueron ignoradas por Alvear aduciendo complicidad entre Vigodet y Otorgués y defectos de forma, tomándose la plaza días después. La corbeta Mercurio contaba, al momento de ser capturada, con 20 cañones de a 8 libras, 6 obuses de a 18 y 2 carronadas de a 16.